# Stirling Moss

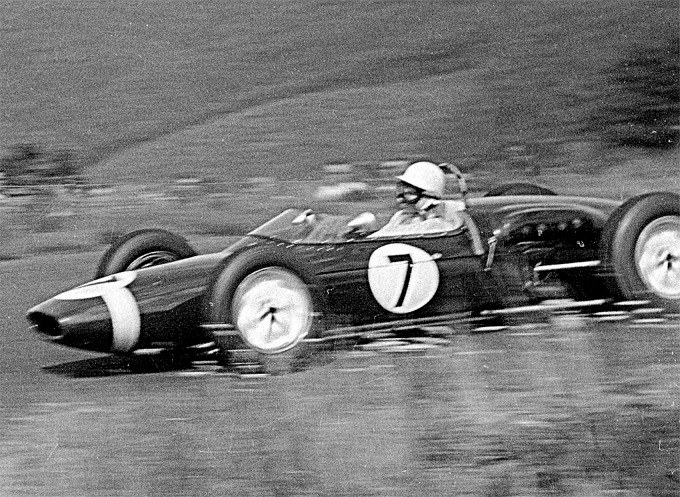
Stirling Moss podczas wyścigu na Nürburgring (1962)

Sir Stirling Craufurd Moss (ur. 17 września 1929 w Londynie, zm. 12 kwietnia 2020 tamże) – brytyjski kierowca Formuły 1.

## Życiorys
W latach 1948–1962 brał udział w 497 wyścigach, z których wygrał 194 (w tym 16 zwycięstw w Formule 1).
Zadebiutował 27 maja 1951 w Grand Prix Szwajcarii. Pomimo wielu sukcesów odniesionych w sportach motorowych, nigdy nie udało mu się zdobyć tytułu mistrza świata Formuły 1. Z tego powodu zwykło się uważać go za „najwybitniejszego kierowcę, który nigdy nie zdobył mistrzostwa świata”. W wieku 72 lat Stirling Moss wygrał wyścig OSCA MT4. 9 czerwca 2011 podczas kwalifikacji do wyścigu Le Mans Legends, w którym brał udział, Moss oświadczył, że kończy przygodę z wyścigami.
Ku czci Stirlinga Mossa i jego sukcesów za kierownicą wyścigowych modeli Mercedesa, w 2009 roku niemiecka firma we współpracy z brytyjskim McLarenem wyprodukowała limitowaną serię 75 egzemplarzy specjalnego modelu SLR McLaren Stirling Moss.
Oficer Orderu Imperium Brytyjskiego (OBE). Zmarł 12 kwietnia 2020 w Londynie, w wieku 90 lat.

## Starty
- HWM – 1951
- HWM, ERA, Connaught Engineering – 1952
- ERA – 1953
- Maserati – 1954, 1956, 1957
- Equipe Moss – 1954
- Daimler Benz AG – 1955
- Vanwall – 1957, 1958
- Rob Walker Racing Team, Vanwall – 1958
- British Racing Partnership – 1959
- Rob Walker Racing Team – 1959, 1960, 1961